# Zamek Wendelstein
Zamek Wendelstein – średniowieczny zamek w miejscowości Vacha w powiecie Wartburg, w kraju związkowym Turyngia, Niemcy. Położony nad rzeką Werra.